# Konsola gier wideo
Konsola gier wideo – komputer o wyspecjalizowanej architekturze przeznaczony głównie do uruchamiania gier.

## Opis

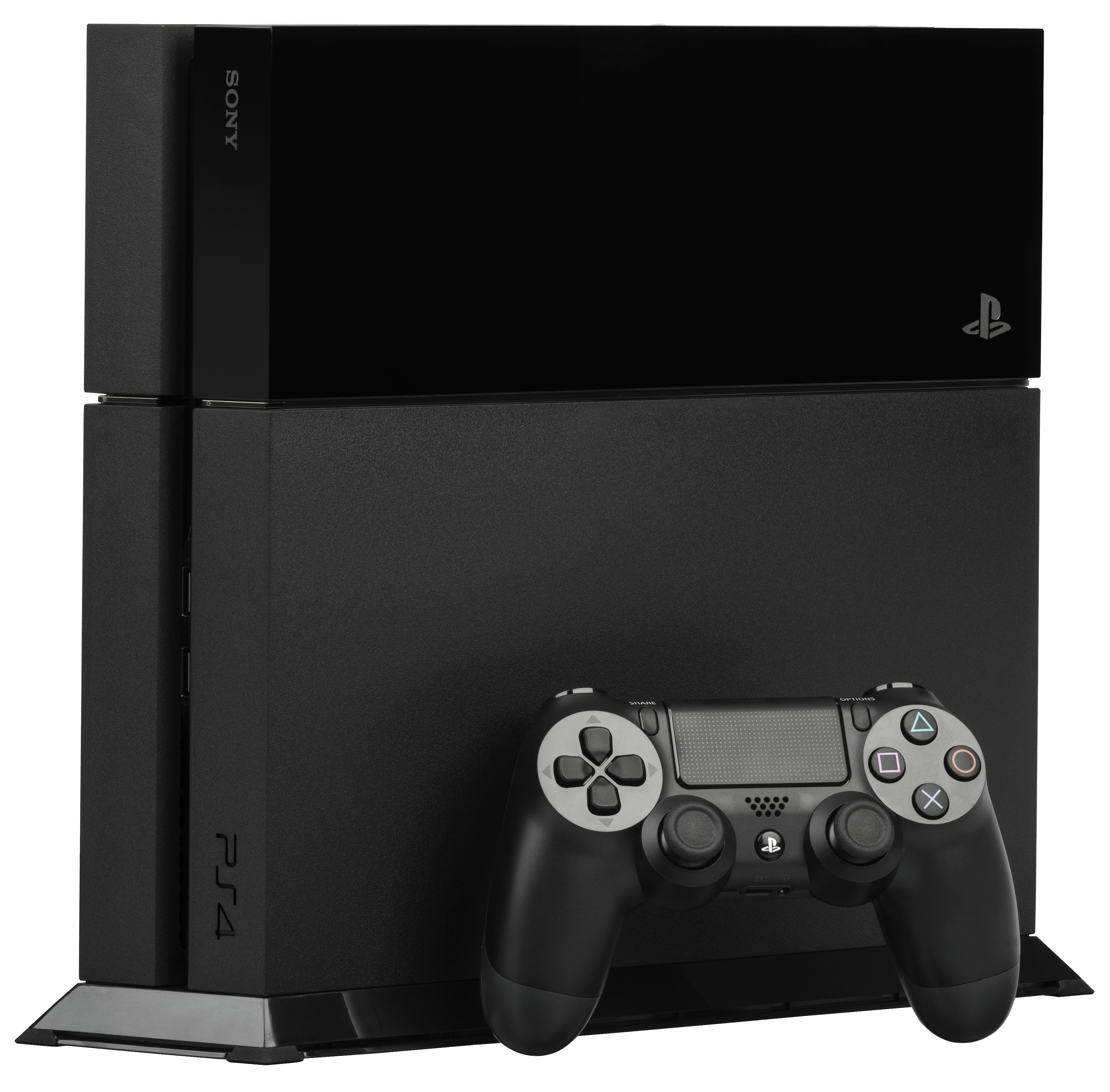
Przykład konsoli gier wideo – PlayStation 4

W przeciwieństwie do komputerów osobistych konsole mają ograniczony interfejs użytkownika i dostęp do ustawień administracyjnych. Zazwyczaj nie jest również możliwe unowocześnianie podzespołów. W niektórych konsolach możliwe jest zainstalowanie w pełni funkcjonalnego systemu operacyjnego. Komputer zwykle jest umieszczony w niedużej obudowie wyposażonej w niezbędne złącza (dla gamepadów, telewizora, zasilania i innych).
Dla konsol dostępne są różne urządzenia do sterowania grą, na przykład:
- gamepad[1] (podstawowe urządzenie do sterowania postacią w grze)
- arcade stick (głównie do bijatyk, przewijanych strzelanin oraz gier na automatach)
- gitara lub inne instrumenty (do gier muzycznych z serii Guitar Hero, Rock Band itp.)
- pistolet świetlny (do gier FPS, w których nie kieruje się chodem bohatera)
- kierownica i pedały (do gier wyścigowych)
- mata (do gier tanecznych)
- pokrętło sterujące – używane w klasycznych grach typu Pong
- mikrofon (SingStar, Rock Band, Guitar Hero)
- Wii Remote, PlayStation Move, Kinect, EyeToy – kontrolery ruchu.

Większość konsol ma wbudowany czytnik pamięci zewnętrznych (CD-ROM, DVD, Blu-ray, kartridż, GD-ROM itp.), na których przechowuje się gry. Starsze konsole miały natomiast od jednej do kilkudziesięciu gier zapisanych na stałe w nieusuwalnej pamięci tylko do odczytu, co było bardzo wygodne, lecz zdecydowanie ograniczało możliwość wyboru gier.

## Historia konsoli
Historię konsol dzieli się na generacje, gdzie każda z nich rozpoczyna się wydaniem nowych urządzeń. Pierwszą konsolą była Magnavox Odyssey, która została zaprojektowana przez Ralpha Baera i wydana w 1972. Podczas drugiej generacji wydano takie konsole jak Fairchild Channel F czy Atari 2600.
W 1983 popularność komputerów osobistych doprowadziła do zapaści skutkującej mniejszą liczbą sprzedanych konsol.
Wraz z czwartą generacją pojawiły się 16-bitowe konsole Sega Mega Drive i Super Nintendo Entertainment System. W trakcie piątej generacji bardzo popularne stały się gry trójwymiarowe Super Mario 64 na Nintendo 64 i Tomb Raider na Sega Saturn. Początek szóstej generacji datuje się na 1998, kiedy to wydano Dreamcasta, pierwszą konsolę z możliwością grania online.

## Konsole przenośne
Specyficzną kategorią tych urządzeń są konsole przenośne (ang. handheld console). Najczęściej mają one niewielkie rozmiary, wyposażone są w wyświetlacz ciekłokrystaliczny, czytnik pamięci zewnętrznych i akumulatory. Dzięki przenośności są one dobrym rozwiązaniem np. podczas podróży, gdy waga i rozmiary konsoli mają istotne znaczenie. Do tej kategorii należą Game Boy, PlayStation Portable, Nintendo 3DS, PlayStation Vita, Nintendo Switch.

## System operacyjny
Konsole mają wbudowany własny, najczęściej niewidoczny dla użytkownika system operacyjny lub nie posiadają go wcale (np. Game Boy), jednak istnieją projekty umożliwiające uruchomienie alternatywnego systemu, np. Linuksa na PlayStation 3, Xbox 360 – niekiedy wbrew woli producentów.